# Libuše Veselá
Libuše Veselá, rozená Libuše Friedrichová (3. října 1900, Nový Bydžov – 12. srpna 1973, Svojšice) byla československá krasobruslařka.
Na Zimních olympijských hrách 1928 skončili v závodě sportovních dvojic se svým manželem Vojtěchem Veselým na 12. místě. V roce 1934 skončili na mistrovství Evropy na 10. místě. Na mistrovství Československa získali s manželem pětkrát mistrovský titul v soutěži sportovních dvojic.